# شغب كادونا 2002

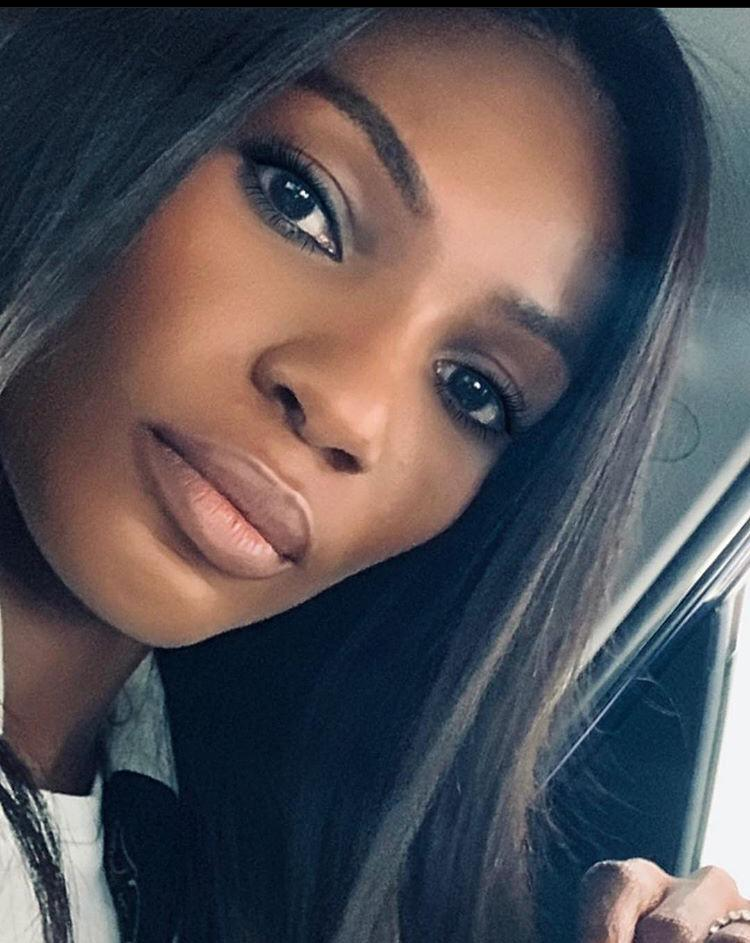
ملكة جمال العالم لعام 2001 أغباني داريغو

شغب كادونا 2002 أو شغب ملكة جمال العالم كانت سلسلة من أعمال الشغب ذات الدوافع الدينية في مدينة كادونا النيجيرية في نوفمبر 2002، وأودت بحياة أكثر من 200 شخص. تم نقل مسابقة ملكة جمال العالم التي كانت مثيرة للجدل في نيجيريا إلى لندن بعد اشتباكات دامية بين المسلمين والمسيحيين، بسبب ما اعتبره بعض المسلمين مقالاً «تجديفاً» في صحيفة ذيس داي المسيحية حول الحدث. كانت أعمال الشغب ملكة جمال العالم جزءًا من صراع الشريعة في نيجيريا، والذي بدأ في عام 1999 عندما قررت العديد من الولايات ذات الغالبية الإسلامية في شمال نيجيريا إدخال القانين الشريعة.

## خلفية
نظرًا لأن مسابقة عام 2001 قد فازت بها النيجيرية أغباني داريغو، فإن مسابقة ملكة جمال العالم 2002 ستقام في العاصمة النيجيرية أبوجا. في الفترة التي سبقت المسابقة كان هناك العديد من الخلافات، مثل حقيقة أنه تزامن مع شهر رمضان المبارك للمسلمين، وقد اعتبر العديد من المسلمين المحافظين والمسيحيين أن مسابقة الجمال بأكملها غير عفيفة. قبلت المنظمة الشكوى الأولى عن طريق نقل الحدث من نهاية نوفمبر إلى 7 ديسمبر، لكنها لم تتخذ أي إجراء بشأن الشكوى الثانية. في عدة أماكن خاصة في الشمال ذي الأغلبية المسلمة نُظمت احتجاجات سلمية ضد إجراء ملكة جمال العالم في نيجيريا. جادل المدافعون عن حقوق المرأة بأن المسابقة كانت شديدة التمييز بين الجنسين لأنها كانت تنظر فقط في جمال المرأة ولم تهتم بالذكاء والشخصية، تنازلت المنظمة لهم عن طريق تغيير عرض ملابس السباحة إلى جلسة تصوير.
اتخذت الجماعات الإسلامية المحافظة موقف أكبر ضد منظمة ملكة جمال العالم عندما اتخذت موقفًا في قضية المرأة النيجيرية أمينة لاوال. حُكم على أمينة بالإعدام رجماً من قبل محكمة إسلامية إقليمية بتهمة الزنا. أولاً أشارت ملكة جمال كوت ديفوار يانيك أزبيان وملكة جمال النرويج كاثرين سورلاند في نهاية أغسطس 2002 إلى أنهما ستقاطعان مسابقة الجمال، كما أعربت متسابقات أخريات عن شكوكهن أيضًا. قررت ملكة جمال بلجيكا والدنمارك وفرنسا وإسبانيا أيضًا البقاء بعيدًا، وتجاهلت ملكة جمال هولندا الدعوات للقيام بذلك، قال رئيس ملكة جمال هولندا: «إذن فأنت تقدم حقًا للناس في الشمال ما يريدون، إنهم يوقفون حدثًا» منحرفًا «في أعينهم ويواصلون تشريعاتهم السخيفة». وجدت أيضًا أنه من خلال الظهور في أبوجا بالضبط يمكنهم الإدلاء ببيان ضد المعتقدات المحافظة عن النساء. في نهاية المطاف تمكن نشطاء الحقوق المدنية من إقناع منظمة ملكة جمال العالم ككل بالمطالبة بالإفراج عن أمينة لاوال إلى السلطات الفيدرالية النيجيرية، وفي النهاية أقنعوها بالتعهد بعدم السماح بالرجم.

## أعمال الشغب
بعد ذلك ظهر عمود في صحيفة ذيس داي المسيحية ومقرها لاغوس يوم السبت 16 نوفمبر، كتب فيه الصحفي إيشوما دانيال أن النبي الإسلامي محمد كان سيوافق على الأرجح على مسابقة ملكة جمال العالم: «اعتقد المسلمون أنها غير أخلاقية» لجلب اثنين وتسعين امرأة إلى نيجيريا واطلب منهم الاستمتاع بالغرور. ماذا يعتقد محمد؟ بكل صدق، كان من المحتمل أن يختار زوجة من أحدهم. أثار هذا غضب بعض المسلمين، وفي الفترة من 20 إلى 23 نوفمبر كانت مدينة كادونا مسرحًا لأعمال شغب دموية بين المسلمين والمسيحيين. قبل ذلك بعامين كانت كادونا قد شهدت بالفعل اشتباكات عنيفة بين المسيحيين والمسلمين. كان لدى العديد من السكان شعور قوي بالظلم لأنه لم تتم مقاضاة أي من الجناة بعد ذلك. علاوة على ذلك تسببت أعمال الشغب في تركيز المسيحيين والمسلمين وعزلهم في مناطق منفصلة. تسبب حادث ذيس داي في اندلاع التوترات الكامنة في المدينة المنقسمة دينياً.
- في مساء يوم 16 نوفمبر نشر مسلمون بارزون الرسالة بغضب عبر الفاكس والرسائل النصية القصيرة. غُمر مكتب الصحيفة في لاجوس بمكالمات هاتفية من مسلمين غاضبين، قال المحررة دانيال إن اللوم يقع عليها، وفي يوم الاثنين 18 نوفمبر تم تجريدها من جميع مسؤولياتها.[6]
- يوم الثلاثاء 19 نوفمبر نشرت الصحيفة على صفحتها الأولى تراجعًا واعتذرت لكن دون جدوى.
- في صباح يوم الأربعاء الموافق 20 نوفمبر تم إقالة رئيس مكتب الصحيفة في كادونا وإحراقه بواسطة «أربع حافلات محملة» من المتعصبين، بينما داهمت مجموعة أخرى مكاتب صحف أخرى في أماكن أخرى، وانتقاء نسخ الصحيفة وإشعالها على الملأ. بحسب موظف في مجلة الرأي المحلية ويكلي ترست الذي اشتبه في أن منظمة تقف وراء الهجمات. اختفى رئيس المكتب المحلي لـ الصحيفة. كما تم الاعتداء على عدد من الكنائس. تركت دانيال وظيفتها على الفور في الصحيفة عندما سمعت عن ذلك، وبقيت في المنزل وسط تهديدات بالقتل وقلق الزملاء والأقارب والأصدقاء.
- يوم الخميس 21 نوفمبر هاجم مسلحون مثيري الشغب وهم يهتفون «الله أكبر»! («الله أكبر») ولا تزارين! («مسابقة لا جمال») وقتل المسيحيين واقتحام ونهب بيوت المسيحيين والشركات والكنائس وحرقها. أقامت مجموعات من الشباب المسلمين حواجز بإطارات سيارات محترقة، وتعرض المارة في الأحياء المسيحية للهجوم من قبلهم، وتم سحب السائقين من سياراتهم وقتلهم على الفور بالمناجل والفؤوس. أفاد شهود عيان أن المهاجمين تتراوح أعمارهم بين 12 و26 عامًا، مسلحين بالمناجل وسكاكين الجزار والعصي والبنادق، ووجوههم مطلية بالفحم بشكل لا يمكن التعرف عليه، يبدو أنهم ليسوا من الحي. سمح العديد من مسلمي الهوسا المحليين للمسيحيين بالاختباء في منازلهم، أو زعموا أن منزلًا مسيحيًا يخصهم لمنع المهاجمين من إشعال النار فيه، ومع ذلك كان هناك أيضًا من قال للمهاجمين أين يعيش المسيحيون. كما ذبح المهاجمون طالبين مسلمين (نفيا بشدة أن يكونا مسيحيين) عن طريق الصدفة لأنهما كانا يرتديان قمصانا بدلا من الملابس الإسلامية التقليدية. لم تفعل شرطة مكافحة الشغب سوى القليل أو لا شيء لوقف أعمال الشغب. في ذلك اليوم قتل 50 شخصا وجرح 300 حسب التقديرات الأولية. بالإضافة إلى ذلك كان هناك العديد من السيارات المحترقة والمباني المدمرة. دعا سلطان سوكوتو إلى الهدوء والسلام عبر التلفزيون الوطني، لكن الوزير الفيدرالي لأبوجا انخرط في البكاء أمام الكاميرات، صارخًا أن دانيال قد كفرت بالنبي.
- يوم الجمعة 22 نوفمبر انتقمت الجماعات المسيحية وقتلت المسلمين وأضرمت النار في منازل وشركات ومساجد المسلمين. عند حاجز طريق كان المسيحيون في العشرينات من العمر يوقفون حركة المرور. طلبوا من الناس تلاوة يوحنا 3:16 للتحقق من المسيحيين. انضم مسيحيون من القرى المجاورة للهجمات المضادة ضد مناطق المسلمين، وقتل وحرق العديد من المسلمين في الشوارع. حاولت مجموعة من 500 شاب مسيحي الاعتداء على حي مسلم، لكن الجيش أوقفهم. أدى الثأر المسيحي إلى أعمال انتقامية جديدة من قبل المسلمين بعد صلاة الجمعة. بعد الظهر امتدت أعمال الشغب إلى أبوجا، حيث أضرم شبان مسلمون النار في السيارات. ومع ذلك سارعت الشرطة في الاستجابة ولم تحدث وفيات. قررت منظمة جمال العالم التي كانت تستعد بالفعل للحدث في أبوجا لمدة ثلاثة أسابيع في مساء يوم 22 نوفمبر نقل المسابقة إلى لندن بدلاً من نيجيريا، لأن المخاوف قد نشأت على سلامة المشاركين، الذين أشاروا بأنفسهم إلى أنهم يفضلون ذلك.[7]
- يوم السبت 23 نوفمبر تم قمع الاشتباكات أخيرًا من قبل قوات الأمن التي قتلت أيضًا عشرات الأشخاص في عملية إعادة النظام.

في 26 نوفمبر أصدر رجال دين إسلاميون من ولاية زمفارا فتوى ضد الصحفي إيسيوما دانيال بتهمة إهانة النبي. شكلت الفتوى حكمًا بالإعدام، ودُعي جميع المسلمين في جميع أنحاء العالم لقتلها. وصرح نائب محافظ زامفارا مامودا عليو شينكافي في بيان أذاعه لاحقًا في الإذاعة المحلية: «مثل سلمان رشدي يمكن إراقة دماء إيسيوما دانيال، وهي ملزمة لجميع المسلمين أينما كانوا أن يفكروا في قتل الكاتب كواجب ديني». رفضت الحكومة الفيدرالية النيجيرية الفتوى، وأعلنت أنها لاغية وباطلة من قبل السلطات السعودية ذات الصلة.

## المحصلة
أدت أعمال الشغب في كادونا إلى مقتل حوالي 250 شخصًا، معظمهم من الرجال والفتيان، وهناك 20.000 إلى 30.000 فقدوا منازلهم. تم القبض على أكثر من 1000 شخص للاشتباه في التحريض أو المشاركة في العنف. في النهاية ساعدت لجنة حماية الصحفيين ومنظمة العفو الدولية دانيال على الذهاب إلى المنفى في أوروبا، لأنه كان من الخطورة جدًا عليها العودة إلى نيجيريا. وكان من بين القتلى والدا لاعب كرة القدم النيجيري الدولي فيكتور موسى، الذي فر من البلاد نتيجة لذلك.
أمينة لاوال التي كانت ممتنة للغاية للمسابقة لقلقهم بشأن مصيرها، ولكن التي تحدثت ضد المقاطعة (قبل اندلاع أعمال الشغب مباشرة) تمت تبرئتها في نهاية المطاف في 25 سبتمبر 2003. عند عودة المسابقة إلى إنجلترا اختارت العديد من المتسابقات المقاطعات الحضور، بما في ذلك ملكة جمال النرويج كاثرين سورلاند التي تم ترشيحها في الأيام القليلة الماضية باعتبارها المرشح الأول للتاج الذي قاطعته سابقًا. وفازت التركية أزرا أكين بالمسابقة. كانت ملكة جمال العالم الثانية والأخيرة من دولة ذات أغلبية مسلمة (الأولى كانت أنتيجون كوستاندا المصرية عام 1954).